# Los Diamantes de la corona

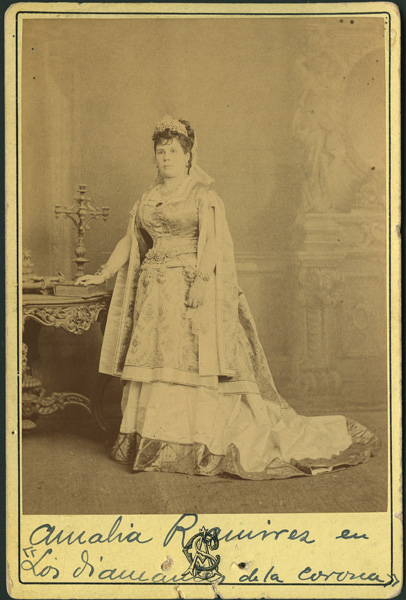
Amalia Ramírez

Los diamantes de la corona est une zarzuela en trois actes, composée par Francisco Asenjo Barbieri sur un livret de Francisco Camprodón (es), inspirés par celui de Eugène Scribe et Jules-Henri Vernoy de Saint-Georges, écrit pour l'opéra du même nom (Les Diamants de la couronne), de Daniel-François-Esprit Auber. Elle fut jouée pour la première fois à Madrid le 15 septembre 1854.
Cette zarzuela montre une grande influence de l'opéra italien, mais avec des touches de folklore espagnol. Elle imite l'œuvre de Auber, Les Diamants de la couronne, qui était très populaire en son temps.

## Liens externites
- Ressources relatives à la musique :   - International Music Score Library Project
  - MusicBrainz (œuvres)